# Honorat de Bueil de Racan
Honorat de Bueil de Racan, född den 5 februari 1589 i Aubigné-Racan, död den 21 januari 1670 i Paris, var en fransk adelsman (kallad markis) och författare, kanske mest känd för sina bisarrerier.
Racan ägnade sig åt diktkonsten, såväl inom den förnäma världen i Paris, särskilt i det ryktbara Hôtel de Rambouillet, som i ensamheten på slottet La Roche-Racan i Touraine. Hans poetiska alster och vänskap med Malherbe förskaffade honom säte i Franska akademien vid dess instiftelse. Racan skrev Bergeries (1628), bearbetningar av Davids psalmer, Odes sacrées (1651), sonetter med mera. Racans Œuvres complètes utgavs i 2 band 1857.